# Chrisam

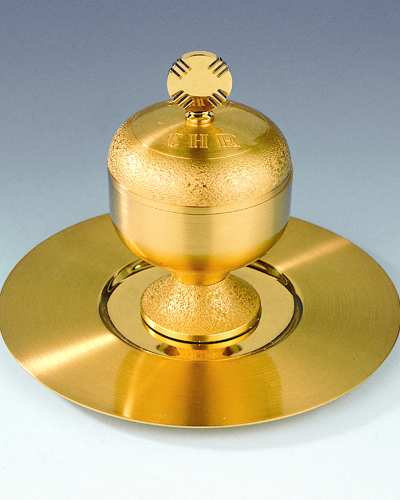
Vergoldetes Gefäß (Chrismarium) für das Chrisam

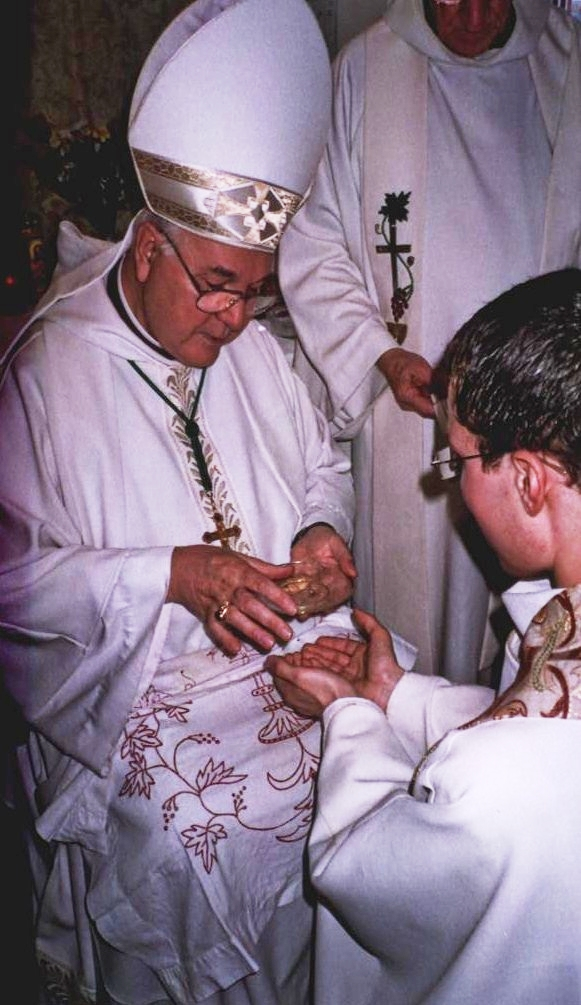
Salbung mit Chrisam bei der Priesterweihe

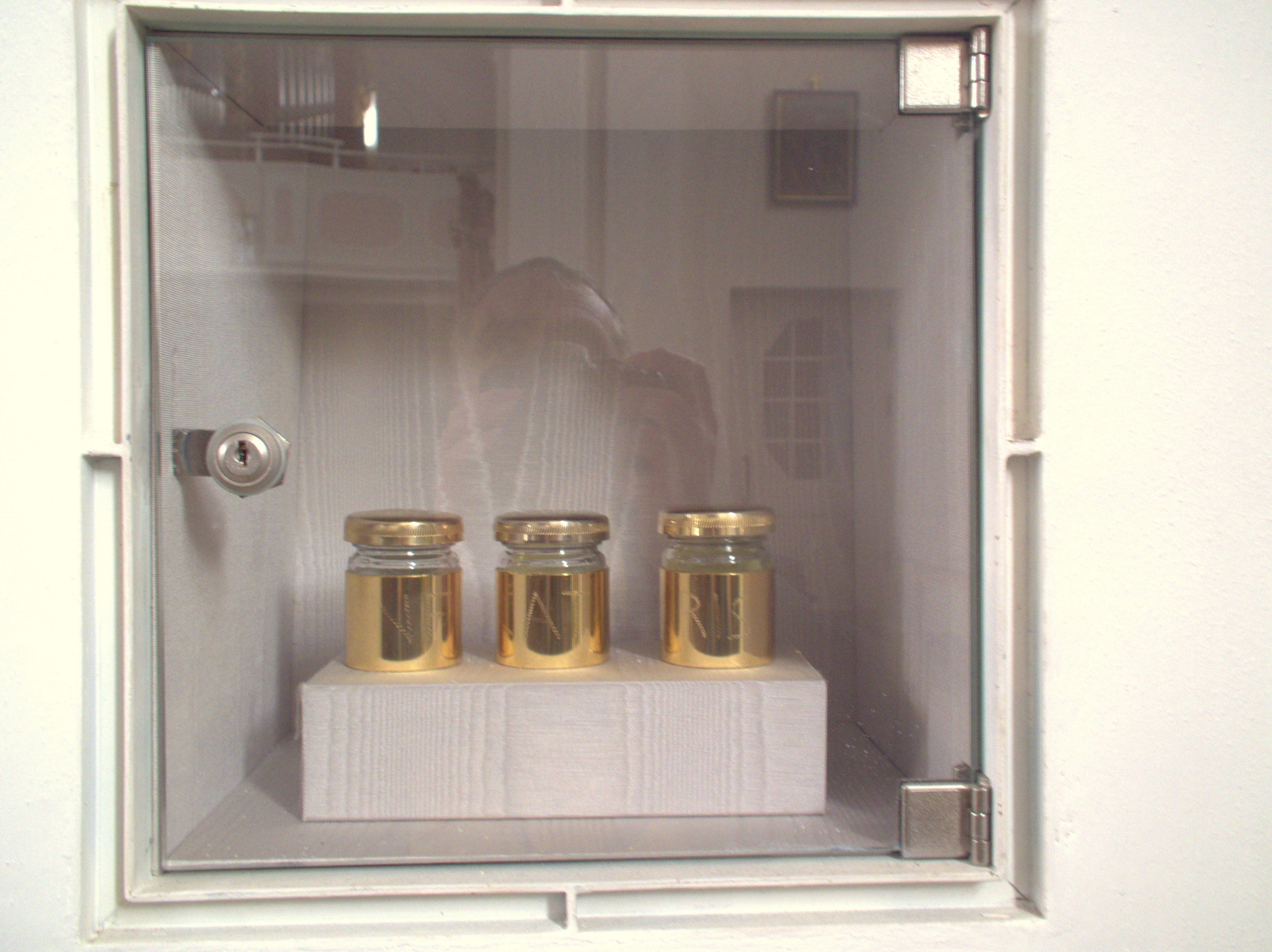
Sichtbare Aufbewahrung der drei liturgischen Öle, zeitgenössisch

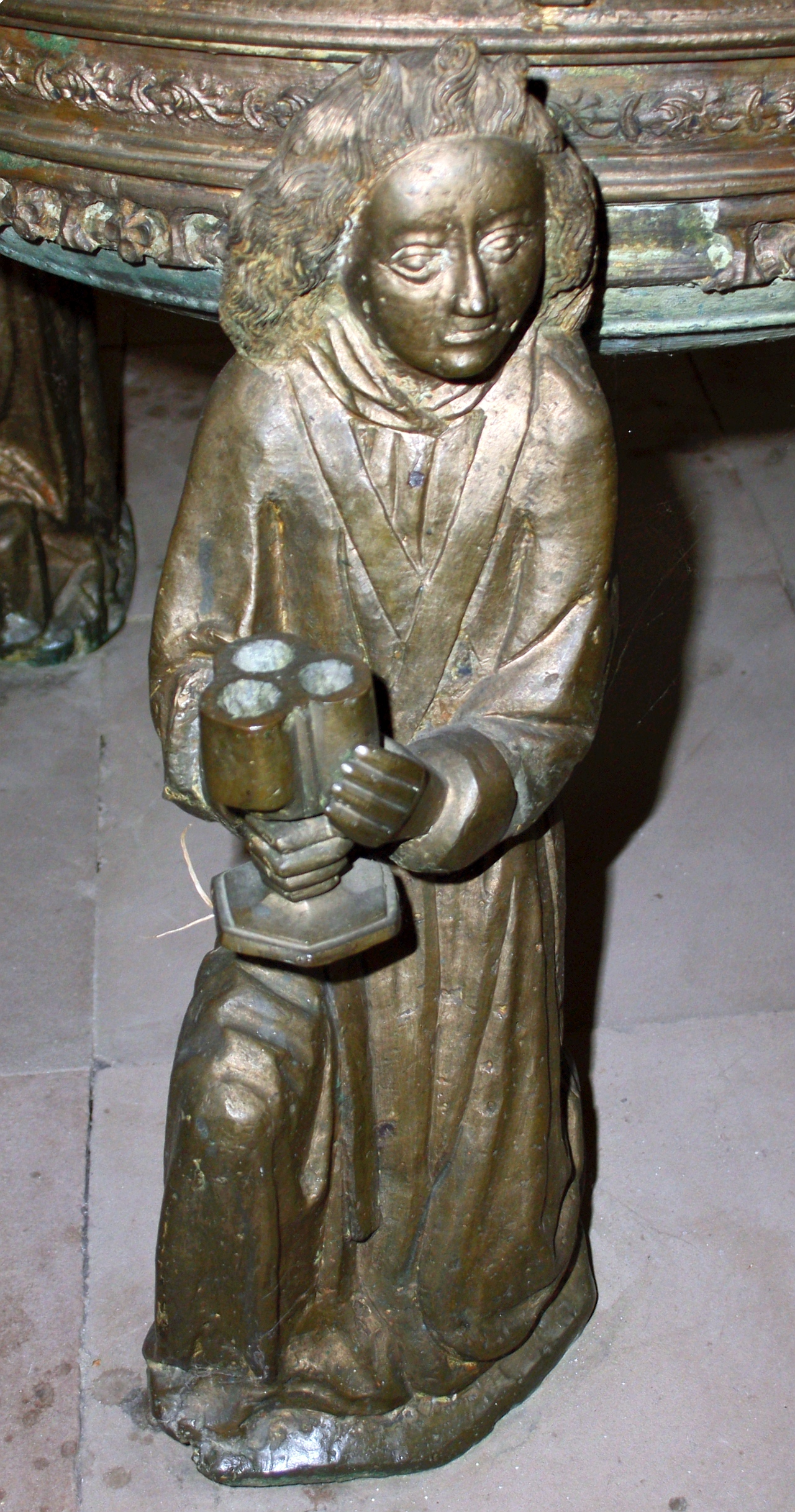
Die Tragfigur eines Taufbeckens hält ein dreiteiliges Chrismarium in ihren Händen

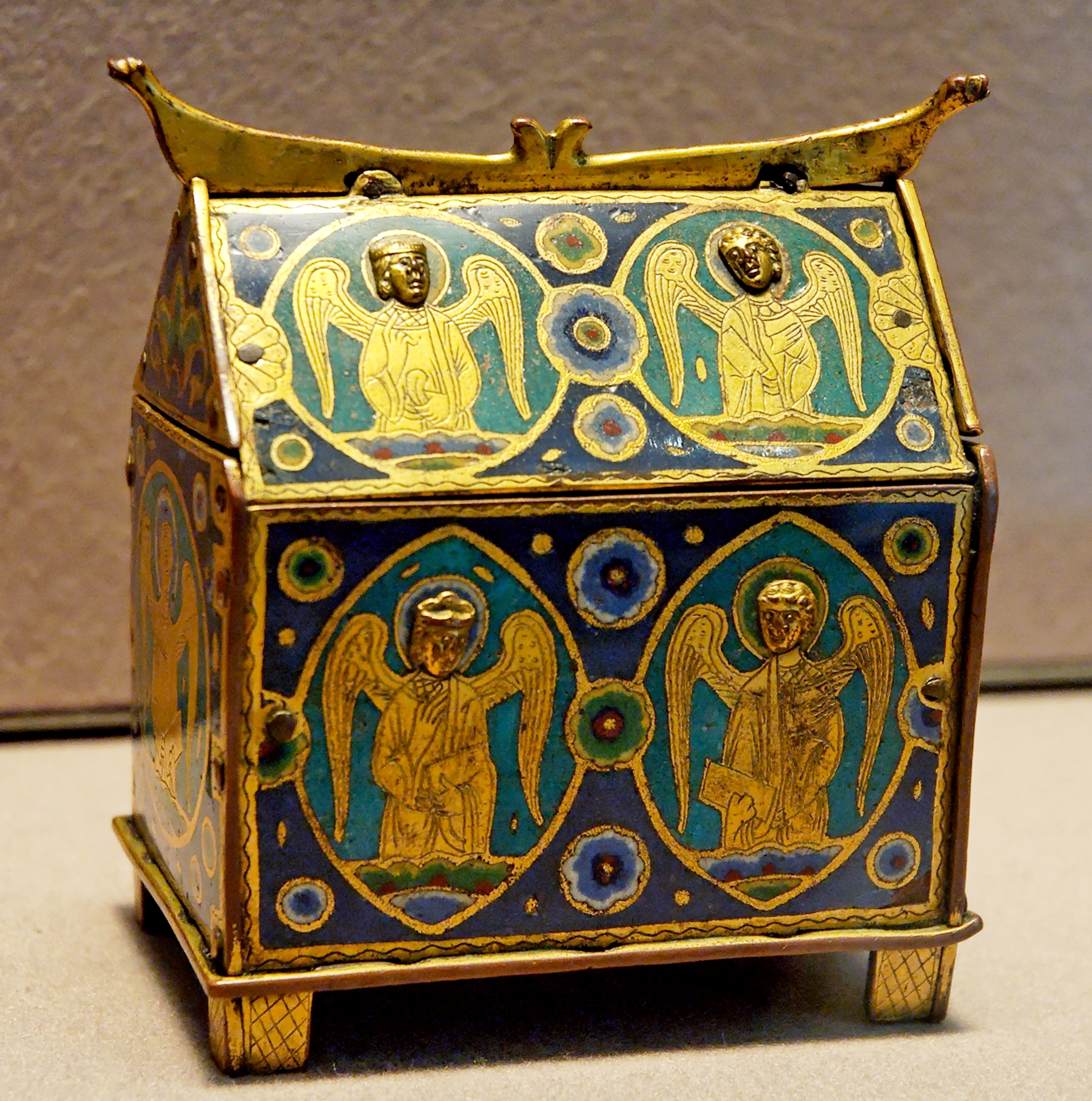
Behältnis zur Aufnahme der Heiligen Öle aus dem frühen 13. Jahrhundert

Chrisam (von altgriechisch χρίω chríō‚ ich salbe‘; davon abgeleitet χρῖσμα chrísma‚ Salböl‘ und χριστός christós‚ der Gesalbte‘, vgl. Christus), im Christlichen Osten Myron genannt, ist ein wohlriechendes Salböl. Es wird in der römisch-katholischen Kirche, in den orthodoxen Kirchen, in orientalisch-orthodoxen Kirchen, den katholischen Ostkirchen und in der altkatholischen Kirche bei der Spendung verschiedener Sakramente und Sakramentalien benutzt. Es wird auch in lutherischen Kirchen und bei den Anglikanern verwendet. Chrisam besteht aus Pflanzenöl, in aller Regel Olivenöl, dem wohlriechende Balsame beigemischt sind.
Der geistliche Sinn der Beimischung besteht darin, dass die mit Chrisam Gesalbten, die Christen, den „Wohlgeruch Christi“, nämlich das Evangelium, verbreiten sollen. Das Öl ist Sinnbild für Gesundheit, Freude, Kraft und Glück (vgl. die Psalmverse Ps 45,8 ; 23,5 ; 104,15 ).
In der römisch-katholischen Kirche gebraucht man den Chrisam für die Salbung
- nach der Taufe (falls sich die Firmung nicht sogleich anschließt)
- bei der Firmung (als ihr wesentliches Zeichen)
- bei der Weihe eines Priesters oder eines Bischofs (als nachrangiges Zeichen)
- des Altars bei seiner Weihe
- der Kirche (an den „Apostelkreuzen“) bei ihrer Weihe
- der Kirchenglocken bei ihrer Segnung (fakultativ und deutschsprachiges Sondergut)
- vormals auch eines Kelches bei seiner Segnung.

Die Verwendung von Chrisam bei der Herrscherweihe (Salbung von Königen) ist im heutigen Katholizismus nicht mehr vorgesehen, gehört aber weiterhin zum Zeremoniell bei der Krönung britischer Monarchen.
Bei der Krankensalbung sowie bei der Salbung der Katechumenen (während des auf die Taufe vorbereitenden Katechumenats oder unmittelbar vor der Taufe) wird zur Salbung kein Chrisam, sondern Krankenöl bzw. Katechumenenöl verwendet. 
Die drei heiligen Öle werden in der Chrisammesse am Vormittag des Gründonnerstags (oder an einem früheren osternahen Tag) vom Bischof gewöhnlich in der Kathedralkirche mit besonderen Gebeten geweiht. Gemäß c. 880 § 2 CIC muss der Chrisam vom Bischof geweiht werden, auch wenn seine Anwendung durch einen Priester erfolgt.
Das Myron der Ostkirchen ähnelt dem abendländischen Chrisam in Bedeutung und Anwendung. Seine Herstellung (mit zahlreichen Aromata) und Weihe sind mit der Zeit jedoch aufwendiger geworden und erfolgen daher gewöhnlich nicht mehr jährlich.
Die Salbgefäße für die Aufbewahrung des Chrisams werden als Chrismarium oder Chrismatorium bezeichnet und bilden oft mit den Gefäßen für die beiden anderen liturgischen Öle eine Einheit.